# Lisi Leututu
Lisi Leututu (21 de agosto de 1970) é um ex-jogador de futebol da Samoa Americana que atuava como zagueiro. Ele fez parte da Seleção da Samoa Americana de Futebol, participando da maior goleada do futebol, a derrota por 31-0 para a Austrália.